# Silvio Pieri
Silvio Pieri (Lucca, 1856 – Firenze, 1936) è stato un glottologo italiano.

## Biografia
Fu professore di glottologia a Catania, poi di storia comparata delle lingue classiche e neolatine a Napoli (1924–1931). Studiò in modo particolare la grammatica storica italiana, la toponomastica e la dialettologia, in special modo quella toscana di area pisano-lucchese.

## Opere
- "Un migliaio di stornelli toscani", Il propugnatore, 13–15, 1880–1882
- Toponomastica delle Valli del Serchio e della Lima, Torino, 1898
- Toponomastica della Valle dell'Arno, Roma, 1919
- Toponomastica della Toscana meridionale e dell'Arcipelago toscano: valli della Fiora, dell'Ombrone, della Cecina e fiumi minori, a cura di G. Garosi, riveduto dal prof. G. Bonfante, Siena, 1969.